# Incrétine
Les incrétines (GLP-1 pour glucagon-like peptide-1 et GIP pour Peptide insulinotrope dépendant du glucose ou glucose-dependent insulinotropic peptide) sont des hormones gastro-intestinales qui stimulent la sécrétion d'insuline lorsque la glycémie est trop élevée (glycémie postprandiale). Ils ralentissent également la vidange gastrique. Le GLP-1 inhibe en outre la libération du glucagon, hormone hyperglycémiante, au niveau du pancréas via un récepteur spécifique couplé aux protéines G. 
Ils sont rapidement dégradés par le dipeptidyl peptidase-4 (DPP4).  Le GLP-1 étant dégradé en moins de deux minutes et clivé au niveau du résidu d'alanine à la position 2. 

## Historique
Le rôle du tube digestif dans la stimulation de la sécrétion de l'insuline est suspecté dès 1964. Puis, ce rôle est prouvé par une expérience consistant à comparer la sécrétion d'insuline en réponse à, d'une part une administration de glucose par voie orale, et d'autre part une administration par voie intraveineuse (IV). Les résultats montrent alors une sécrétion d'insuline considérablement accrue en cas d'administration orale, ce qui démontre le rôle de l'appareil digestif dans cette sécrétion.

## Production
Elles sont synthétisées par le gène proglucagon (d'où son nom : glucagon-like peptide-1) essentiellement dans les cellules α pancréatiques et les cellules L intestinales.
Le récepteur aux incrétines est situé dans différents organes : pancréas, cœur, poumons... L'activation de ce récepteur augmente la sécrétion d'insuline, tend à protéger les cellules pancréatiques, diminue la production hépatique en glucose, la vidange gastrique et l'appétit.

## Utilisation médicale
Ils sont utilisés dans le traitement du diabète de type 2. Parmi les analogues des incrétines, il y a :
- l'exénatide (Byetta⁰), analogue d'une molécule trouvée dans la salive d'un lézard géant[4] ;
- le liraglutide se distingue du GLP-1 par seulement deux acides aminés[5]. Le dulaglutide et le sémaglutide ont une durée d'action prolongée.

Elles ont une plus grande résistance vis-à-vis de la dégradation par le DPP-IV que le GLP-1.
La sitagliptine (Januvia), la vildagliptine, la saxagliptine et l'alogliptine sont des inhibiteurs de la dégradation du GLP-1 par l'intermédiaire de l'inhibition de la DPP-4, augmentant ainsi indirectement le taux de GLP-1 endogène.
Les analogues des incrétines pourraient avoir un effet favorable sur le poids des patients,. Ils auraient une action protectrice sur le cœur et sur le rein
, indépendamment de l'effet sur le diabète. Ils diminuent la mortalité globale d'environ 12%.
Ils sont plus efficaces que les gliptines.

## Effets indésirables
En 2013, deux études associant les incrétines et les gliptines à un risque accru de pancréatites et de métaplasie des cellules ductales  ont été publiées, ce qui a amené la Food and Drug Administration (FDA) aux  États-Unis, puis l'Agence européenne des médicaments à demander des investigations complémentaires sur les risques pancréatiques des traitements basés sur ces molécules dans le diabète de type 2. Ce risque n'a cependant pas été confirmé par la suite,. Il n'y a pas de risques, non plus, pour le cancer du pancréas.
Il existe un risque d'occlusion intestinale potentiellement grave associé aux médicaments à base d'incrétines.